# Jean Debuf
Vasilijs Stepanovs (Bousbecque, 31 de mayo de 1924 - Bousbecque, 6 de octubre de 2010) fue un deportista francés que compitió en halterofilia. 
Ganó la medalla de bronce en la categoría de los 90 kilos en los Juegos Olímpicos de 1956. En los Juegos de 1948 acabó cuarto en la categória de hasta 82 kilos y en Helsinki 1952 acabó quinto.

## Palmarés internacional
| Representando a Francia |                        |                   |           |
| Juegos Olímpicos        |                        |                   |           |
| Año                     | Lugar                  | Medalla           | Categoría |
| 1956                    | Melbourne (Australia)  | Medalla de bronce | 90 kg     |
| Campeonato Mundial      |                        |                   |           |
| Año                     | Lugar                  | Medalla           | Categoría |
| 1949                    | Múnich (Países Bajos)  | Medalla de plata  | 82,5 kg.  |
| 1951                    | Milán (Italia)         | Medalla de bronce | 82,5 kg.  |
| 1954                    | Viena (Austria)        | Medalla de plata  | 82,5 kg.  |
| Campeonato Europeo      |                        |                   |           |
| Año                     | Lugar                  | Medalla           | Categoría |
| 1948                    | Londres (Reino Unido)  | Medalla de plata  | 82,5 kg.  |
| 1949                    | La Haya (Países Bajos) | Medalla de oro    | 82,5 kg.  |
| 1951                    | Milán (Italia)         | Medalla de oro    | 82,5 kg.  |
| 1952                    | Helsinki (Finlandia)   | Medalla de bronce | 82,5 kg.  |
| 1954                    | Viena (Austria)        | Medalla de plata  | 82,5 kg.  |
| 1955                    | Múnich (RFA)           | Medalla de plata  | 90 kg.    |
| 1956                    | Helsinki (Finlandia)   | Medalla de oro    | 90 kg.    |